# Clostridium botulinum
Clostridium botulinum gram-pozitivna je štapićasta, anaerobna, pokretna bakterija sa sposobnošću proizvodnje neurotoksina botulina, uzročnika botulizma.
Radi se o raznolikoj skupini patogena. Prvotno su bakterije bile grupirane prema svojoj sposobnosti proizvodnje toksina, a sada su poznate kao četiri različite skupine, C. botulinum I – IV. Toksin proizvode sve one, uz još neke sojeve  bakterija Clostridium butyricum i Clostridium baratii.
Botulin može uzrokovati botulizam, tešku paralitičku bolest kod ljudi i drugih životinja. Najjači je toksin poznat znanosti, sa smrtonosnom dozom od 1,3 – 2,1 nanograma po kilogramu tjelesne mase kod ljudi.
C. botulinum obično se povezuje s konzerviranom hranom: napuhane, deformirane konzerve mogu biti posljedica unutarnjeg povećanja tlaka uzrokovanog plinom koji proizvode bakterije. Bakterija je odgovorna za botulizam koji se prenosi hranom (unošenje prethodno formiranog toksina), botulizam dojenčadi (crijevna infekcija uzrokovana bakterijom koja stvara toksin) i botulizam rana (infekcija rane uzrokovana bakterijom). C. botulinum proizvodi endospore otporne na toplinu koje se obično nalaze u tlu i sposobne su preživjeti u nepovoljnim uvjetima.